# Cromwell Cup
La Cromwell Cup è la seconda competizione calcistica più antica della storia; si giocò nel febbraio del 1868 secondo le Sheffield Rules.
La finale si svolse al Bramall Lane di Sheffield, e vide trionfare lo Sheffield Wednesday.

## Il torneo
Semifinali
1 febbraio 1868, Mackenzie Ground: Wednesday 4-0 Exchange
8 febbraio 1868, Mackenzie Ground: Garrick 1-0 Wellington
Finale
15 febbraio 1868, Bramall Lane: Wednesday 1-0 Garrick

### Tabellone
|  | Semifinali | Semifinali | Semifinali |         |           | Finale    | Finale | Finale |  |
|  |            |            |            |         |           |           |        |        |  |
|  | Wednesday  | Wednesday  | 4          |         |           |           |        |        |  |
|  | Wednesday  | Wednesday  | 4          |         |           |           |        |        |  |
|  | Exchange   | Exchange   | 0          |         |           |           |        |        |  |
|  | Exchange   | Exchange   | 0          |         | Wednesday | Wednesday | 1      |        |  |
|  |            |            |            |         | Wednesday | Wednesday | 1      |        |  |
|  |            |            | Garrick    | Garrick | 0         |           |        |        |  |
|  | Garrick    | Garrick    | Garrick    | Garrick | 0         | 1         |        |        |  |
|  | Garrick    | Garrick    |            |         |           |           |        |        |  |
|  | Wellington | Wellington | 0          |         |           |           |        |        |  |